# Station Sallanches-Combloux-Megève
Station Sallanches-Combloux-Megève is een spoorwegstation in de Franse gemeente Sallanches. Het station werd geopend in 1889.